# Kurdistán Rojo
El Kurdistán Rojo (en ruso: Красный Курдистан; en azerí: Qızıl Kürdüstan; en kurdo: Kôrdistana Sor), también conocido como uyezd de Kurdistán (en ruso: Курдистанский уезд; en azerí: Kürdüstan qəzası) o Provincia Autónoma Kurda fue una entidad administrativa de la extinta Unión Soviética que existió durante los años comprendidos entre 1923 y 1929 dentro de la RSS de Azerbaiyán. Su capital era la ciudad de Lachín y comprendía los actuales raiónes azeríes de Kalbayar, Lachín, Qubadli and part of Yabrayil.
Aunque comúnmente siempre se ha considerado que el Kurdistán Rojo era un ókrug o un óblast autónomo, nunca tuvo ese estatus. Fue un uyezd, que en el actual Azerbaiyán independiente es una división administrativa más, sin mayores niveles de autonomía que cualquier otro uyezd.

## Historia

Mapa donde se localiza el Kurdistán Rojo, situado en la actual frontera entre Armenia y Azerbaiyán.

La presencia de los kurdos en lo que hoy es Azerbaiyán se remonta al siglo IX. El área que se encuentra entre Karabaj y Zangezur fue habitada en el siglo XVIII por diversas tribus nómadas originarias del Kurdistán. Finalmente los kurdos se convirtieron en mayoría étnica en zonas como Lachín, Kalbayar o Qubadli.
El uyezd se estableció el 7 de julio de 1923. La mayoría de los kurdos de la región eran chiitas, a diferencia de los kurdos sunitas del uyezd de Najiicheván y otras áreas del Medio Oriente.
El 8 de abril de 1929, el sexto Congreso de los Soviets de Azerbaiyán aprobó una reforma de la estructura administrativa, aboliendo todas los uyezd, incluida el uyezd de Kurdistán. El 30 de mayo de 1930, se fundó el ókrug de Kurdistán en su lugar, que incluía el territorio de la antigua uyezd y también todo el distrito de Zangilán y una parte del distrito de Yabrayil. El objetivo de la creación del ókrug por las autoridades soviéticas para atraer las simpatías de los kurdos en los vecinos Irán y Turquía, y aprovechar movimientos nacionalistas kurdos en esos países. Sin embargo, debido a las protestas del Ministerio de Asuntos Exteriores soviético, preocupado de que el apoyo abierto al nacionalismo kurdo pudiera dañar las relaciones con Turquía e Irán, el ókrug fue liquidado el 23 de julio de 1930.
A fines de la década de 1930, las autoridades soviéticas deportaron a la mayoría de la población kurda de Azerbaiyán y Armenia a Kazajistán, y los kurdos de Georgia también fueron víctimas de las purgas de Stalin en 1944. A partir de 1961, cuando comenzó la primera guerra kurdo-iraquí, hubo esfuerzos por parte de los deportados para la restauración de sus entidad autónoma, encabezados por Mehmet Babayev, (residente en Bakú), aunque dichos esfuerzos resultaron inútiles.
En 1992, después de la captura de Lachín por las fuerzas armenias durante la primera guerra del Alto Karabaj, un grupo de kurdos liderados por Wekîl Mustafayev declaró la República Kurda de Lachín en Armenia. Sin embargo, dado que la mayoría de la población kurda de la zona había huido junto con la población de etnia azerí y había encontrado refugio en otras regiones de Azerbaiyán, este intento fracasó. Tras lo cual, Mustafayev se refugió en Italia.

## División administrativa
El centro administrativo del condado es la ciudad de Lachin (hasta 1923 tenía el estatus de aldea, hasta 1926 se llamaba Abdalyar). Se dividió en 6 volosts: Karakishlag, Kalbayar, Kubatli, Koturli, Kurd-Jajik y Muradjanli.

## Demografía
En el censo soviético de 1926, el uyezd tenía una población total de 51.426 personas, y los kurdos étnicos constituían el 72,3% (37.182 personas). Según el mismo censo, el 92,5% de la población del uyezd citó el idioma azerí como su lengua materna, con el kurdo siendo hablado únicamente por el 6,1% de la población. Según A. S. Bukspan, la asimilación lingüística se asoció con una serie de razones. El aislamiento de otras tribus kurdas de Transcaucasia, el hecho de estar rodeado por la población de habla turca, así como los matrimonios mixtos, tuvieron la mayor influencia en el proceso. Al mismo tiempo, se observa que antes de 1930 no se hizo lo suficiente para desarrollar el idioma kurdo, su escritura y enseñanza.
El desglose de la población del uyezd se muestra a continuación:
|                                  | Censo de 1926  | Censo de 1926    | Censo de 1926 | Censo de 1926 | Censo de 1926 | Censo de 1926 | Censo de 1926 | Censo de 1926 | Censo de 1926 | Censo de 1926 | Censo de 1926 |
| Daira                            | Kurdos         | Turcos (azeríes) | Armenios      | Rusos         | Ucranianos    | Georgianos    | Alemanes      | Lezguinos     | Avares        | Tártaros      | Total         |
| -------------------------------- | -------------- | ---------------- | ------------- | ------------- | ------------- | ------------- | ------------- | ------------- | ------------- | ------------- | ------------- |
| Jayik (en ruso: Кюрд-Гаджи)      | 8169 (98,6%)   | 99 (1,2%)        | 13 (0,2%)     | 3 (0,1%)      | -             | -             | -             | -             | -             | -             | 8285 (100%)   |
| Kalbayar (en ruso: Кельбаджар)   | 11 967 (99,3%) | 62 (0,5%)        | 12 (0,1%)     | 4 (0,1%)      | -             | -             | -             | -             | -             | -             | 12 046 (100%) |
| Karakish (en ruso: Каракишлаг)   | 6003 (99,2%)   | 21 (0,3%)        | 8 (0,1%)      | 15 (0,2%)     | 2 (0,1%)      | -             | -             | -             | -             | 1 (0,1%)      | 6050 (100%)   |
| Koturlu (en ruso: Котурлы)       | 4873 (99,6%)   | 13 (0,2%)        | 2 (0,1%)      | -             | -             | -             | -             | -             | -             | -             | 4888 (100%)   |
| Lachín                           | 110 (25,3%)    | 164 (37,7%)      | 66 (15,2%)    | 57 (13,1%)    | 18 (4,1%)     | 3 (0,7%)      | 2 (0,5%)      | 1 (0,2%)      | 1 (0,2%)      | -             | 435 (100%)    |
| Muradjanli (en ruso: Мурадханлы) | 6059 (97,9%)   | 19 (0,3%)        | 110 (1,8%)    | 1 (0,1%)      | -             | -             | -             | -             | -             | -             | 6189 (100%)   |
| Qubadli (en ruso: Кубатлы)       | 1 (0,1%)       | 13 367 (98,8%)   | 162 (1,2%)    | 1 (0,1%)      | -             | -             | -             | -             | -             | -             | 13 533 (100%) |
| Total                            | 37 182 (72,3%) | 13 745 (23,6%)   | 373 (0,7%)    | 81 (0,2%)     | 20 (0,1%)     | 3 (0,1%)      | 2 (0,1%)      | 1 (0,1%)      | 1 (0,1%)      | 1 (0,1%)      | 51 426 (100%) |